# Veritas Stadion
El Veritas Stadion es un estadio multiusos ubicado en el centro de la ciudad de Turku, Finlandia, utilizado especialmente para el fútbol, tiene una capacidad para 9300 espectadores y sirve como sede para los dos clubes de la ciudad el FC Inter Turku y el TPS Turku, que juegan en la primera liga de fútbol de Finlandia, la Veikkausliiga.
El estadio inaugurado en 1952 sirvió como sede para los Juegos Olímpicos de Helsinki en 1952. Fue completamente refaccionado en 2003 para cumplir con estándares internacionales y satisfacer los criterios más exigentes para la organización de eventos de primer nivel.
El estadio fue utilizado como sede para la Copa Mundial de Fútbol Sub-17 de 2003 y la Eurocopa Femenina 2009.

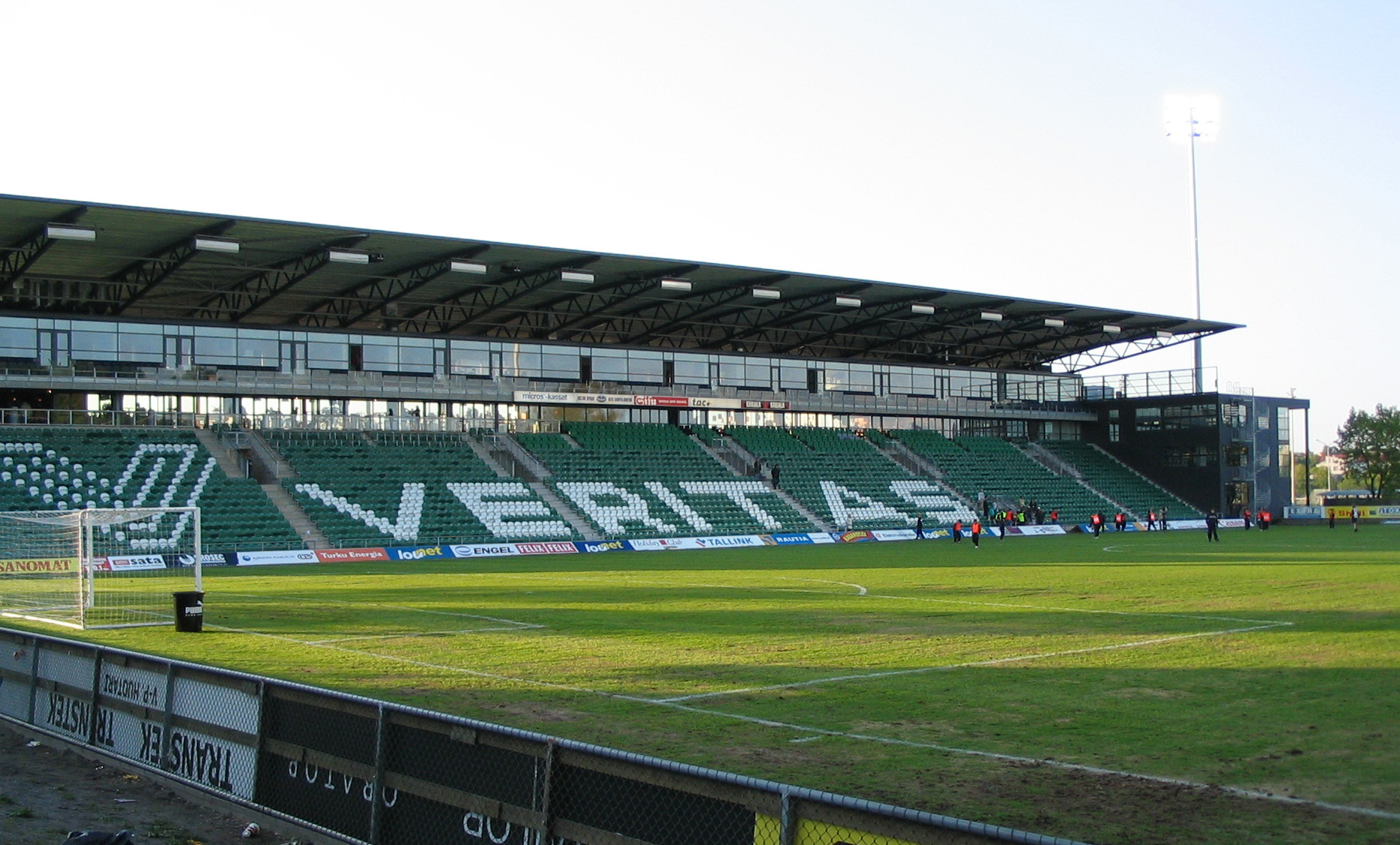
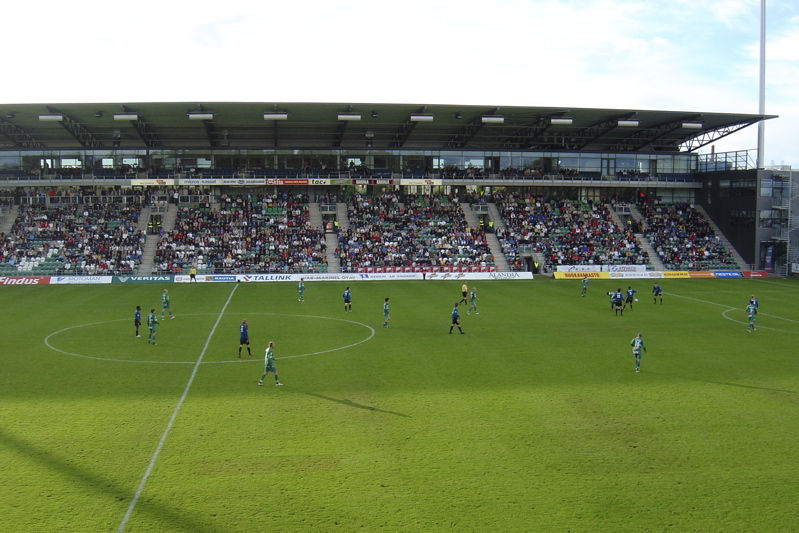